# Tiszapalkonya
Tiszapalkonya ist eine ungarische Gemeinde im Kreis Tiszaújváros im Komitat Borsod-Abaúj-Zemplén.

## Geografische Lage
Tiszapalkonya liegt in Nordungarn, 31 Kilometer südöstlich des Komitatssitzes Miskolc, gut vier Kilometer südlich der Kreisstadt 
Tiszaújváros, am rechten, westlichen Ufer der Theiß. Die Nachbargemeinde Oszlár befindet sich südwestlich des Ortes.

## Sehenswürdigkeiten
- Reformierte Kirche, erbaut im 19. Jahrhundert
- Römisch-katholische Kirche Szent István király, erbaut Anfang des 19. Jahrhunderts

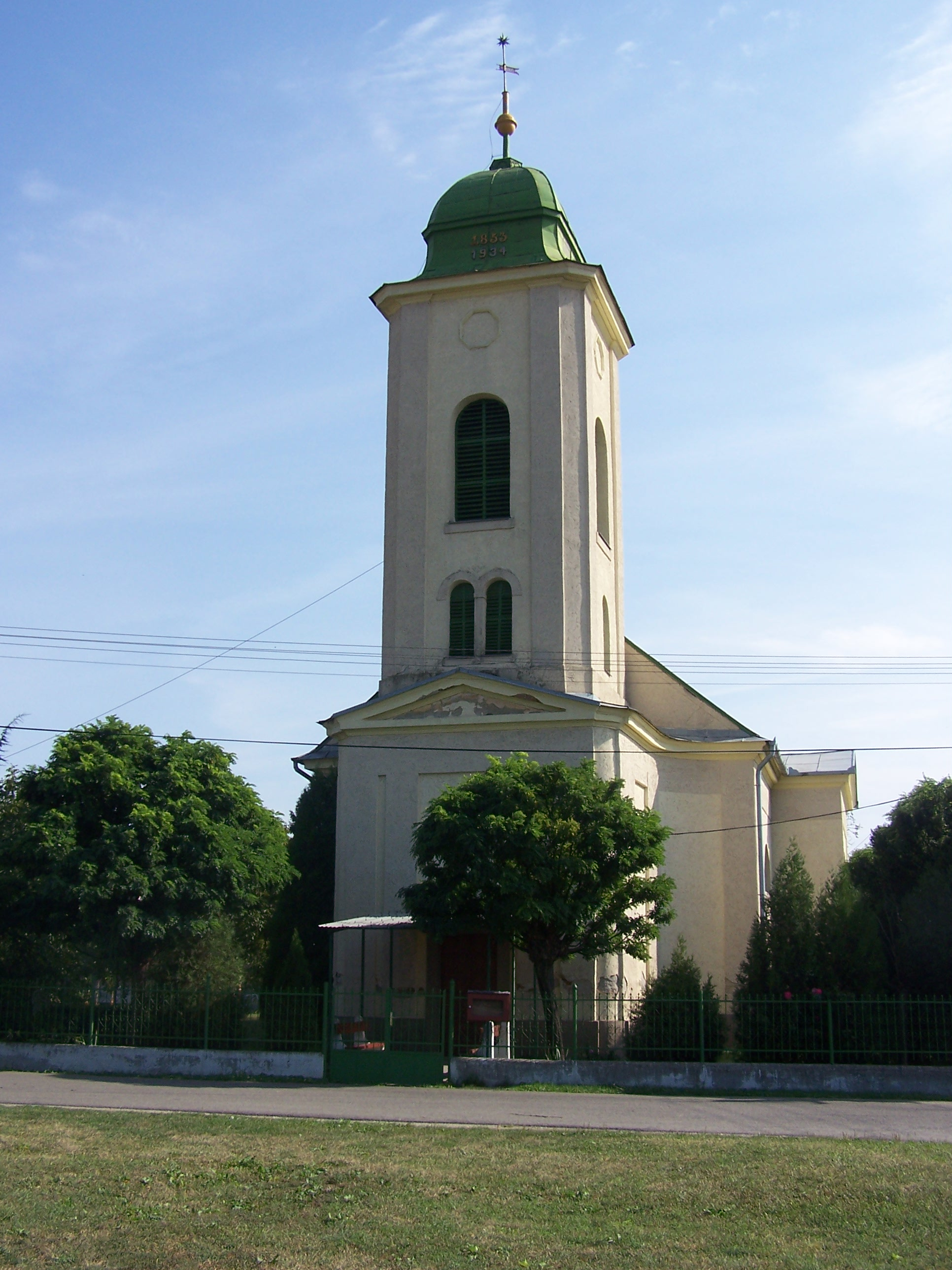
Reformierte Kirche in Tiszapalkonya

## Verkehr
Durch Tiszapalkonya verläuft die Landstraße Nr. 3110. Es bestehen Busverbindungen nach Tiszaújváros sowie über Oszlár und Hejőkürt nach Mezőcsát. Der Personenverkehr am Bahnhof Tiszapalkonya-Erőmű wurde 2013 eingestellt, so dass Reisende den 
nächstgelegenen Bahnhof in Tiszaújváros nutzen müssen.